# Rajkumari Amrit Kaur
Pour les articles homonymes, voir Rajkumar (homonymie).
Rajkumari Bibiji Amrit Kaur (राजकुमारी अमृत कौर), née le 2 février 1889 à Lucknow et morte le 6 octobre 1964 à New Delhi, est une militante indépendantiste et femme politique indienne.

## Biographie
Elle est l'un des huit enfants du Rājā Harnam Singh, un membre de la famille royale de Kapurthala, un ancien État de la région du Pendjab et de son épouse, Rāni Priscilla Kaur Sahiba, née Priscilla Golaknath.
Princesse de naissance, elle abandonne son existence princière pour rejoindre Gandhi et participer au combat pour l'indépendance à ses côtés. Elle devient sa secrétaire. En 1927, elle co-fonde la All India Women's Conference (en).
De 1947 à 1956, elle est ministre de la Santé du premier gouvernement indien et devient ainsi la première femme à occuper une fonction ministérielle dans son pays. Elle est aussi la seule ministre chrétienne.